# Saint-Fort-sur-le-Né
Saint-Fort-sur-le-Né és un municipi francès situat al departament del Charente i a la regió de la Nova Aquitània. L'any 2007 tenia 399 habitants.

## Demografia

### Població
El 2007 la població de fet de Saint-Fort-sur-le-Né era de 399 persones. Hi havia 158 famílies de les quals 40 eren unipersonals (16 homes vivint sols i 24 dones vivint soles), 47 parelles sense fills, 63 parelles amb fills i 8 famílies monoparentals amb fills.
La població ha evolucionat segons el següent gràfic:
Habitants censats

### Habitatges
El 2007 hi havia 193 habitatges, 161 eren l'habitatge principal de la família, 6 eren segones residències i 26 estaven desocupats. 184 eren cases i 7 eren apartaments. Dels 161 habitatges principals, 132 estaven ocupats pels seus propietaris, 18 estaven llogats i ocupats pels llogaters i 11 estaven cedits a títol gratuït; 1 tenia una cambra, 1 en tenia dues, 20 en tenien tres, 42 en tenien quatre i 98 en tenien cinc o més. 130 habitatges disposaven pel capbaix d'una plaça de pàrquing. A 69 habitatges hi havia un automòbil i a 81 n'hi havia dos o més.

### Piràmide de població
La piràmide de població per edats i sexe el 2009 era:
| Homes | Edats   | Dones |
| ----- | ------- | ----- |
| 0     | 95 o +  | 0     |
| 0     | 90 a 94 | 0     |
| 0     | 85 a 89 | 8     |
| 8     | 80 a 84 | 4     |
| 0     | 75 a 79 | 12    |
| 20    | 70 a 74 | 0     |
| 8     | 65 a 69 | 20    |
| 12    | 60 a 64 | 12    |
| 8     | 55 a 59 | 12    |
| 12    | 50 a 54 | 0     |
| 12    | 45 a 49 | 12    |
| 16    | 40 a 44 | 12    |
| 12    | 35 a 39 | 12    |
| 24    | 30 a 34 | 12    |
| 8     | 25 a 29 | 12    |
| 4     | 20 a 24 | 8     |
| 16    | 15 a 19 | 12    |
| 4     | 10 a 14 | 8     |
| 8     | 5 a 9   | 4     |
| 12    | 0 a 4   | 16    |

## Economia
El 2007 la població en edat de treballar era de 251 persones, 192 eren actives i 59 eren inactives. De les 192 persones actives 184 estaven ocupades (104 homes i 80 dones) i 8 estaven aturades (2 homes i 6 dones). De les 59 persones inactives 28 estaven jubilades, 16 estaven estudiant i 15 estaven classificades com a «altres inactius».

### Ingressos
El 2009 a Saint-Fort-sur-le-Né hi havia 162 unitats fiscals que integraven 394 persones, la mediana anual d'ingressos fiscals per persona era de 17.740 €.

### Activitats econòmiques
Dels 26 establiments que hi havia el 2007, 2 eren d'empreses alimentàries, 2 d'empreses de fabricació d'altres productes industrials, 4 d'empreses de construcció, 6 d'empreses de comerç i reparació d'automòbils, 1 d'una empresa de transport, 2 d'empreses d'hostatgeria i restauració, 1 d'una empresa financera, 1 d'una empresa immobiliària, 1 d'una empresa de serveis i 6 d'entitats de l'administració pública.
Dels 4 establiments de servei als particulars que hi havia el 2009, 1 era una oficina de correu, 1 paleta, 1 guixaire pintor i 1 restaurant.
L'únic establiment comercial que hi havia el 2009 era una llibreria.
L'any 2000 a Saint-Fort-sur-le-Né hi havia 22 explotacions agrícoles que ocupaven un total de 558 hectàrees.

## Equipaments sanitaris i escolars
L'únic equipament sanitari que hi havia el 2009 era una farmàcia. El 2009 hi havia una escola elemental integrada dins d'un grup escolar amb les comunes properes formant una escola dispersa.

## Llocs d'interés
- Dolmen de Saint-Fort-sur-le-Né, estructura megalítica.[10]

## Poblacions més properes
El següent diagrama mostra les poblacions més properes.